# Archivo Histórico de las Merindades
La localidad de Villarcayo alberga el Archivo Histórico de las Merindades, el archivo es el segundo más importante de la provincia de Burgos solo superado por el existente en la capital. Está compuesto principalmente por tres archivos: el Archivo del Corregimiento, el Archivo de la villa de Villarcayo y el Archivo de la Merindad de Castilla la Vieja.

## Documentos

### Archivo del Corregimiento
Está constituido por 257 legajos, que se datan en torno al siglo XVI. Estos documentos relatan principalmente la historia de las siete Merindades. 

#### Organización
Consta de un volumen documentas de 2342 unidades en soporte papel. Los documentos abarcan un periodo de más de tres siglos, perteneciendo los primeros al siglo XVI y los más recientes a finales del siglo XIX . De todos ellos cabe resaltar los apeos del siglo XVI y los libros de acuerdos.  

### Archivo de la villa de Villarcayo
Esta serie de documentos hablan exclusivamente sobre documentación de la villa de Villarcayo. Los primeros legajos son del 1510, pese a su antigüedad se encuentran en un perfecto estado de conservación. Al igual que el resto de documentos del museo, el material soporte es el papel.    

#### Organización
Según la catalogación del año 1998 por el Servicio de Archivos de la Diputación Provincial de Burgos, bajo dirección de doña Carmen Mata:
1. Gobierno: Se compone de 472 documentos en papel que abarcan desde el año 1622 hasta nuestros días.
2. Secretaría: consta de 3450 piezas. Se trata de una sección muy importante con documentos que datan desde el siglo XVI. Importante la serie de padrones que va desde 1797 hasta la actualidad. El documento más antiguo corresponde a un apeo entre Villarcayo y Quintanilla Socigüenza del 1508.
3. Hacienda: Esta sección se compone de 1788 piezas documentales. A destacar la serie de cuentas municipales desde 1742, las cuentas de propios desde 1629 y la de remates que comienza a datarse a partir del año 1869.

### Archivo de la Merindad de Castilla la Vieja
Se compone de 138 legajos, que abarcan desde el 1608 hasta el 1819. Este archivo no ha estado toda su  historia bajo la administración de Villarcayo. En el 1835, momento en el que la villa se separa de su merindad, el archivo se traslada a la cercana localidad de Cigüenza. No sería hasta el 1975 que Villarcayo volvería a tener bajo su administración el Archivo de la Merindad. Esto se debe a que en este año Villarcayo vuelve a formar parte de la Merindad de Castilla la Vieja. 

#### Organización
Según la catalogación del año 1998 por el Servicio de Archivos de la Diputación Provincial de Burgos, bajo la dirección de doña Carmen Mata:
1. Gobierno: 405 unidades documentales.
2. Secretaría: 1.152 unidades documentales.
3. Hacienda: 1.447 unidades documentales. Cronológicamente se inicia en 1604 y concluye en 1977.

## Visitas al archivo
El Archivo Histórico esta abierto a cualquier persona, que quiera consultar documentos durante el horario de atención al público y/o concertar una visita guiada de forma individual o en grupo (colegios, institutos, universidades, asociaciones y personas privadas).

## Horario y ubicación
Desde febrero tanto el archivo como la oficina de turismo permanecerán cerrados los domingos, salvo durante los días festivos, puentes, Semana Santa y en verano del 15 de julio hasta finales de agosto, siendo el horario del archivo: lunes a viernes de 10-14 y sábados de 10 - 14 y de 18 -20 horas.
Las reservas se podrán realizar en horario de Oficina de Turismo ubicada en el mismo edificio: lunes - sábado de 10 - 14 y de 18 - 20 horas.
El Archivo Histórico de Las Merindades está situado en la Plaza Mayor de Villarcayo.